# Metropark
Metropark (IATA: ZME) este o gară din Woodbridge Township⁠(d), Comitatul Middlesex, New Jersey, New Jersey, Statele Unite ale Americii. A fost deschisă în 14 noiembrie 1971.